# Prinz-Georg-Straße 7

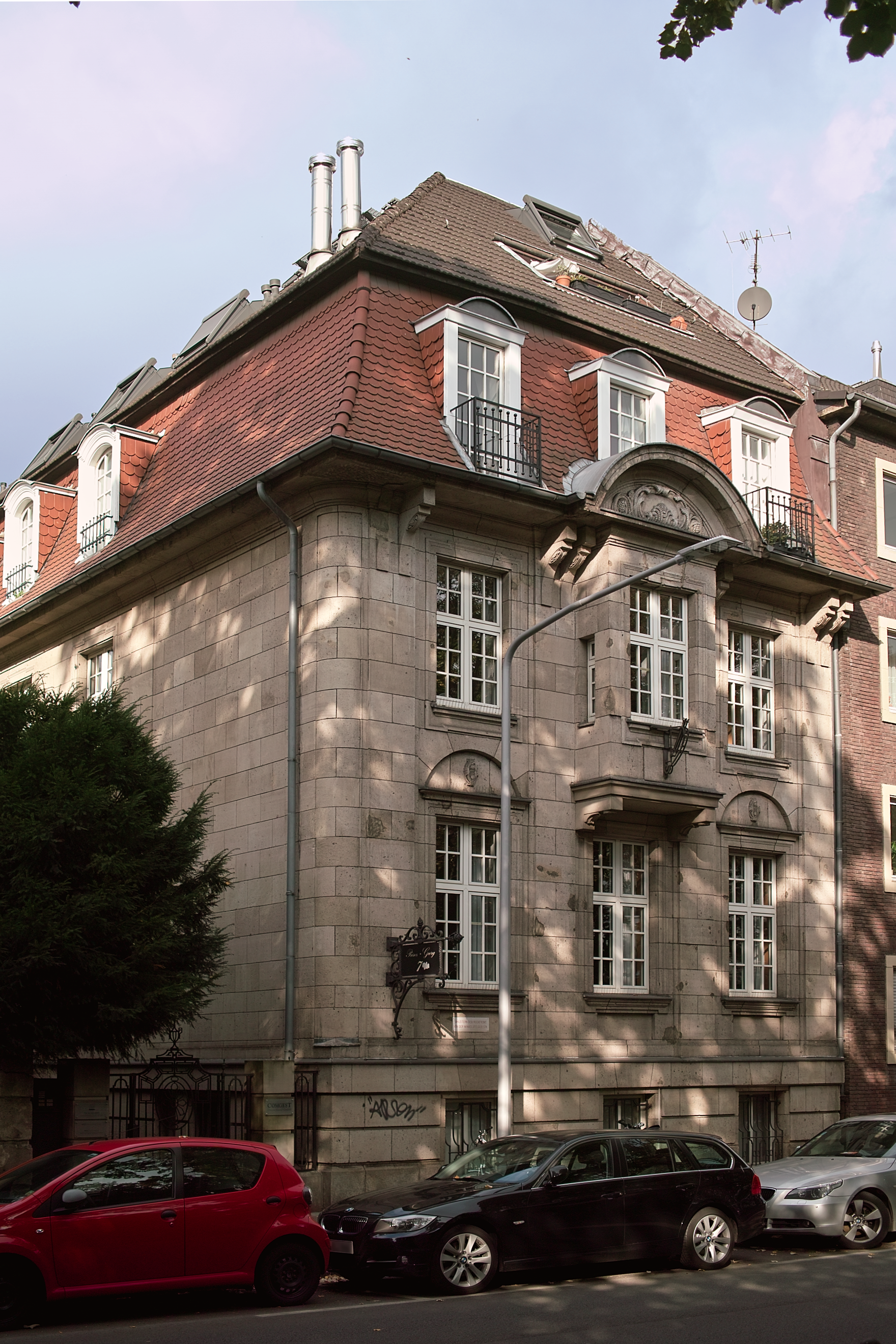
Haus Prinz-Georg-Straße 7 (2012)

Das Gebäude Prinz-Georg-Straße 7 in Düsseldorf-Pempelfort steht unter Denkmalschutz. Von 1909 bis 1910 wurde das denkmalgeschützte Gebäude nach Entwürfen des Architekten Thilo Schneider erbaut. Von 1983 bis 1984 wurde der Bau modernisiert und teilweise umgebaut. Am 27. Juni 1984 wurde das Gebäude unter Denkmalschutz gestellt.
Das Gebäude wird dem Neubarock zugeordnet. Architektonische Details dabei sind die Natursteinfassade, die Lisenengliederung, die den Dachüberstand stützenden Konsolen, der übergiebelte Erker sowie das Mansarddach mit Biberschwanzdeckung:

„Der Architekt […] errichtete das zweigeschossige Haus mit hohem Sockelgeschoss und Natursteinfassaden […] Zur Straße ist die Fassade in drei Achsen gegliedert. Über dem Sockel setzt eine Lisenengliederung an. Konsolen stützen den weiten Dachüberstand. Ein Erker mit rundbogigem Giebel und ornamentiertem Giebelfeld betont die Mittelachse am Obergeschoss. Die Erdgeschossfenster werden durch verzierte Bogenfelder überhöht. Drei moderne Gaupen mit Balkonen öffnen das Mansarddach, das eine Biberschwanzdeckung zeigt. Im oberen Teil des Daches findet sich hier ein Einschnitt. Die Ecken zur Südfassade sind abgerundet. Mittig angeordnet sind hier vier Achsen zu finden. In der zweiten Achse von rechts öffnet sich der Hauseingang mit Oberlicht über einer Freitreppe. Darüber tritt ein Balkon mit Metallgeländer vor die Bauflucht. Die Erdgeschossfenster haben Ziergitter. Auch sie werden von Bogenfeldern mit Ornament betont. Ganz links belichtet ein Okulus das Erdgeschoss. Vier Gaupen belichten das Dach. Die rückwärtige Schmalseite zeigt rechts einen rechteckigen Vorbau mit großen Fenstern, der vor dem Obergeschoss einen Austritt trägt. Links springt die Fassade dreiseitig vor. Das Dach wird hier durch eine turmartige Gaupe im oberen Teil betont. Der untere Teil des Daches hat moderne Gaupen mit Austritten. […]“